# 健康サンダル
健康サンダル（けんこうサンダル）とは、足の健康を考慮して作られたサンダルである。コンフォートサンダルとも呼ばれる。

## 概要
狭義では1980年頃の健康ブームに凹凸のついたサンダルが出現し、健康サンダルと呼ばれたのが発端となったが、現在では『足の健康を考慮して作られたサンダル』の意味で使われるようになってきている。
これらのサンダルは、足裏に接するインソール部分に多数の凹凸があり、歩くたびに足裏へ刺激が加わり、身体に様々な効果・影響を及ぼすとされる健康器具である。日本で健康ブームが興り始めた1960年代後半に開発され、現在では世界中で使用されており、日本国内においても年間1,000万足の流通があるとされている。主に軟質の合成樹脂もしくは合成ゴムで一体成型されており、構造が比較的簡単で大量生産にも向き、一般的に安価な履物でもある。
外反母趾など、足のトラブルが増していることを背景に注目されているが、その健康に影響を及ぼす「効果」に関するデータは未だ少なく、各メーカーの自主的な基準に基づき設計・製造されているのが現状である。多くの人々が簡易なセルフケア器具として手軽に足底へのマッサージ効果を得ようと、この健康サンダルを利用している。
凹凸の形状はメーカーによってもまちまちであるが、製品によっては足の裏の部位によって形状を変えるなどした物も見られ、履物としての機能も必要十分に備えている。また永久磁石を埋め込み、磁気で血行を良くしたり、足裏のツボを刺激するように設計され指圧代用器としての効果を謳う製品も見られる。

## 効能・効果について
健康サンダルに代表される医療器具ではない健康関連製品は、その流通量にもかかわらず、これまで人体へ及ぼす影響・効果についての研究は少なく、具体的な効果についても明らかではない。いわゆる民間療法などの延長的な足裏マッサージ（リフレクソロジー）の一端に位置しており、また歩いた際の刺激を楽しむものとも解される。一般では、刺激により血行増進や疲労回復の効果も期待されており、一部のサンダルは指圧代用器の範疇と位置付けられている。
なおサンダルは通気性がよく、特に健康サンダルは面ではなく点で足を支持し、足の裏の通気性も良い。このため水虫足対策として使用する人も多い。

### 疲労感と不定愁訴
多くの人がセルフケアによって改善しようとしている自覚症状のひとつに“疲労“がある。疲労回復にと消費される栄養ドリンク市場は日本国内だけでも2,000億円を越えると言われるように、疲労感とそれがもたらす不定愁訴（原因の特定しにくい自覚症状）改善のため、様々な代替医療や健康関連製品が注目され、コンビニエンスストアやドラッグストアなど一般向けの市場にあふれている。
感染症・癌・慢性疲労症候群等の疾患に伴う疲労感のみならず、健常者とされる者の中にも慢性的に疲労を訴える者も存在する。この疲労の回復・予防は生活の質（QOL）にも影響を与えることから、健康増進の上でも重要な課題となっているものの、セルフケアが様々な不定愁訴や疲労感に与える効果の研究は、日本国内外でも極めて少ない。
公的な研究成果として、2006年2月14日に京都大学大学院・医学研究科において発表された研究報告“（無作為化自己対照試験による）足底圧刺激が疲労感に及ぼす効果の検証”のほか、幾つかの論文が存在する。

### 足底角化症
健康サンダルを常用している人に、足底の皮膚が白っぽく角質層が厚くなる難治性の状態が多く見られる事が報告されている。外見から白癬菌が原因の角化症と似て見えるが、白癬菌が検出されないことで識別できる。